# Die drei Pintos
Die drei Pintos (en alemany, Els tres Pintos) és una òpera còmica de la qual Carl Maria von Weber va començar a compondre la música, treballant en un llibret de Theodor Hell. El treball va ser completat uns 65 anys després de la mort de Weber per Gustav Mahler. Es va estrenar al Neues Stadttheater de Leipzig el 20 de gener de 1888, sota la direcció de Mahler.
El 1821, Theodor Hell havia desenvolupat un drama titulat The Battle for the Bride, amb una història presa de Der Brautkampf (1819) de Carl Seidel. Hell va donar al seu amic Max Weber el text, però a Weber no li agradava el títol i el va canviar per Die drei Pintos. El títol prové del protagonista, Don Pinto, qui és suplantat per altres dos personatges en el curs de l'òpera. Weber va començar a compondre la partitura i va treballar-hi de tant en tant des de llavors fins a 1824, però altres treballs van fer que quedés incompleta a la seva mort (1826). Tot el que existia en aquell moment era una sèrie de fragments musicals.
Malgrat la seva joventut, Mahler no estava satisfet amb el seu lloc a Leipzig com a assistent de l'òpera, per més que fos assistent d'un col·lega major tan distingit com Arthur Nikisch. El compositor seguia buscant un lloc millor i seguia tractant de trobar obres interessants que pogués dirigir a Leipzig. Es va presentar una oportunitat el 1886, quan va conèixer al baró Karl von Weber, net del compositor Carl Maria von Weber, la música del qual Mahler admirava molt. Weber tenia en el seu poder els esbossos de l'òpera còmica inconclusa del seu avi. Se li va preguntar a Mahler si estaria interessat a acabar l'obra. En un principi Mahler va dubtar, Weber havia esbossat la música tot just per a set dels 17 números del llibret i gran part de la música que havia escrit apareixia en una taquigrafia indesxifrable. No obstant això, Mahler estudià els esbossos i va descobrir que podia llegir aquesta escriptura, així que va acceptar el projecte. Es va mantenir reticent a compondre la seva pròpia música per a l'òpera, excepte on fos absolutament inevitable. Així que va incorporar música d'altres peces de Weber. Es va obsessionar amb l'obra, fins i tot fins al punt de desatendre els seus deures com a director. Però el projecte va ser positiu per a ell. Va fer que concentrés les seves energies en la composició, encara que es tractés d'escriure la música d'una altra persona. A més, l'interès del món musical en la producció futura de Die drei Pintos va demostrar ser un gran impuls per a la carrera de Mahler.
Pràcticament cada dia anava a la casa del baró i de la senyora de Weber, per tocar al piano el que havia completat. Entre Mahler i el baró va començar a créixer una amistat i una mica més que una amistat entre el compositor i la senyora de Weber. Encara que ella era set anys més gran que Mahler i tenia marit i tres fills, va considerar seriosament la possibilitat de fugir amb el músic. Mahler va tenir una baralla amb el gerent de l'òpera de Leipzig i es va quedar sense feina. Malgrat la fama que li havia reportat Die drei Pintos, li va resultar difícil obtenir un nou lloc, en gran part a causa de la seva escandalosa relació amb Marion von Weber.